# Autoroute A131
Die Autoroute A 131 (Abkürzung: A 131) ist eine französische Autobahn in der Region Normandie, mit Beginn in Bourneville und Ende in Le Havre. Sie hat eine Gesamtlänge von 34 km. Auf ihrer kompletten Strecke ist sie Teil der Europastraße 5.

## Geschichte
- März 1974: Eröffnung Le Hode – Harfleur (Abfahrt RD982 – N 282), 1. Fahrbahn
- 1985: Eröffnung Le Hode – Harfleur (Abfahrt RD982 – N 282), 2. Fahrbahn
- 1985: Eröffnung Le Hode – Tancarville (Abfahrt RD982 – Pont de Tancarville)
- 1. Januar 1994: Umnummerierung Quilleboeuf-sur-Seine – Bourneville (Pont de Tancarville - A 13, aus N 182)

## Galerie

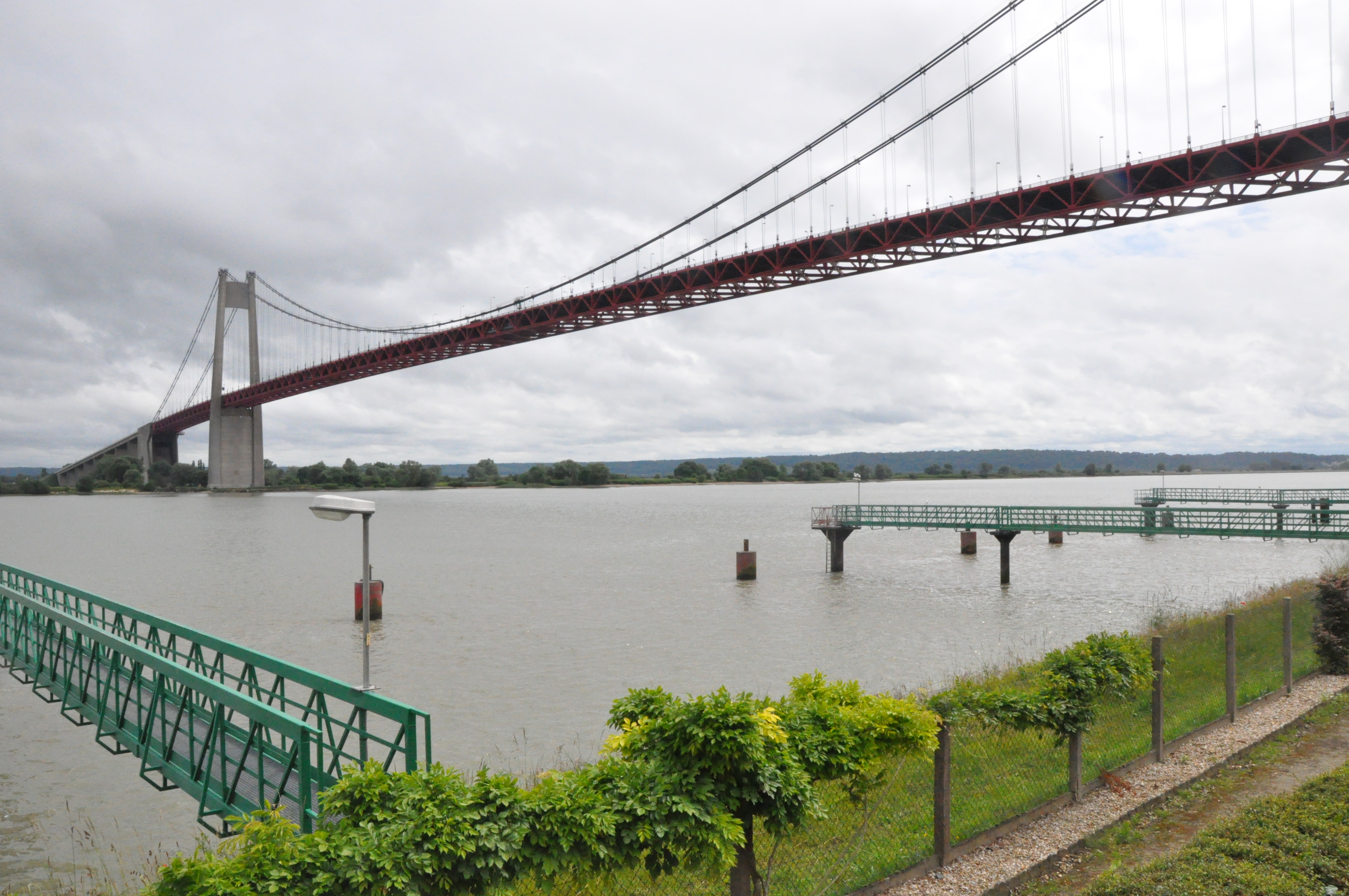
Die Pont de Tancarville.